# Глиняная Балка
Глиняная Балка (укр. Глиняна Балка) — село в Звенигородском (до 17.07.2020 — Шполянском) районе Черкасской области Украины.
Население по переписи 2001 года составляло 138 человек. Почтовый индекс — 20653. Телефонный код — 4741.

## История
В XIX веке деревня Глиняная Балка была в составе Мокрокалигорской волости Звенигородского уезда Киевской губернии. Деревня была в приходе Покровской церкви села Веселый Кут.

## Местный совет
20653, Черкасская обл., Шполянский р-н, с. Антоновка